# Пржистанский, Станислав Станиславович
Станислав Станиславович Пржистанский (1820—1887) — педагог, польский физик, профессор Варшавского университета

## Биография
Родился в Варшаве 8 (20) сентября 1820 года. Его отец Станислав Пржистанский, военный врач (хирург) в январе 1810 года получил золотой крест Военного ордена герцогства Варшавского.
Старший брат Александр родился тремя годами ранее, а сестра Ганна — в 1833 году.
Среднее образование получил в Варшавском лицее и в Щебрешинской гимназии; в 1837 году поступил на добавочные курсы и, по истечении года, был послан казённым стипендиатом в Императорский Санкт-Петербургский университет. По окончании в 1842 году 2-го отделения философского факультета (разряд математических наук) со степенью кандидата, он был определён исполняющим должность учителя математики в высшей 2-й Варшавской гимназии; 19 сентября 1847 года был переведён тем же званием в реальную гимназию, 11 августа 1848 года назначен учителем в Варшавский Благородный институт, 20 января 1851 года — учителем физики и химии в Варшавскую художественную школу. С учёной целью 1 декабря 1856 года он был командирован правительством во Францию и 19 сентября следующего года ему было поручено временное преподавание физики в Варшавской медико-хирургической академии. С 20 мая 1860 года он состоял директором Института сельского хозяйства и лесоводства в Маримонте, а 27 декабря 1861 года был назначен исполняющим должность вице-директора Департамента народного просвещения в Правительственной комиссии Царства Польского.
В 1866 году (20 мая) Пржистанский был назначен ординарным профессором Варшавская главная школа по кафедре физики, которую занимал и после преобразовании этой школы в университет; дважды избирался в деканы. Согласно прошению, 1 августа 1872 года он был уволен от службы.
С 1875 года он был первым директором Музея промышленности и сельского хозяйства в Варшаве; также он был директором частной школы имени Леопольда Кроненберга.
Принимал участие в изданиях «Encyklopedia rolnictwa» и «Encyklopedya wychowawcza», где размещал свои статьи. Также свои научно-популярные статьи («Теlegrafy galwaniczne», «Otrzymywanie rysunkow za pomocą światła, ciepła i elektryczności», «О galwanoplastyce», «О machinach elektro-magnetycznych» и др.) он помещал в журнале «Biblioteka Warszawska». Отдельными изданиями были напечатаны: «Zasady geometryi» (Варшава, 1856); «Trygonometrya prostokreślna» (Варшава, 1859); «О akustyce sal» (Варшава, 1861). Под редакцией Пржистанского был напечатан перевод сочинения Гано: «Wykład początkow fizyki doświadczalnéj i stosowanéj» (Варшава, 1860).
Скоропостижно скончался в Вене 18 (30) ноября 1887 года.
Был женат и имел сына, умершего в юности от туберкулёза, и дочь Александру (1850—1915).